# BBC Sessions (álbum de Cream)
BBC Sessions es un álbum de Cream publicado el 25 de mayo de 2003 por Polydor Records. Contiene 22 canciones y 4 entrevistas grabadas en directo en los estudios de la BBC en Londres.
Entre el 21 de octubre de 1966 y  el 9 de enero de 1968, Cream grabó ocho sesiones para la BBC Radio, destacando siete de ellas, las cuales fueron incluidas en orden cronológico para esta colección.
Solo las versiones de "Steppin' Out" y "Lawdy Mama" habían sido publicadas anteriormente, esto en el álbum de Eric Clapton Crossroads, una caja recopilatoria que no era propio de la discografía de la banda.
BBC Sessions fue posteriormente incluido como disco triple en el "limited edition box set" lanzado en el disco compilatorio  I Feel Free - Ultimate Cream de 2005.

## Canciones
1. "Sweet Wine" (Baker, Godfrey) – 3:27
2. Eric Clapton Interview – 0:54
3. "Wrapping Paper" (Bruce, Brown) – 2:29
4. "Rollin' and Tumblin'" (Waters) – 3:02
5. "Steppin' Out" (Bracken) – 1:50
6. "Crossroads" (Johnson, arr. Clapton) – 1:53
7. "Cat's Squirrel" (Tradicional, arr. S. Splurge) – 3:38
8. "Traintime" (Bruce) – 2:50
9. "I'm So Glad" (James) – 4:22
10. "Lawdy Mama" (Tradicional, arr. Clapton) – 1:53
11. Eric Clapton Interview 2 – 0:48
12. "I Feel Free" (Bruce, Brown) – 2:54
13. "N.S.U." (Bruce) – 2:55
14. "Four Until Late" (Johnson, arr. Clapton) – 1:55
15. "Strange Brew" (Clapton, Pappalardi, Collins) – 3:00
16. Eric Clapton Interview 3 – 0:44
17. "Tales of Brave Ulysses" (Clapton, Sharp) – 2:55
18. "We're Going Wrong" (Bruce) – 3:25
19. Eric Clapton Interview 4 – 0:37
20. "Born Under a Bad Sign" (Jones, Bell) – 3:03
21. "Outside Woman Blues" (Reynolds) – 3:18
22. "Take It Back" (Bruce, Brown) – 2:17
23. "Sunshine of Your Love" (Clapton, Bruce, Brown) – 4:08
24. "Politician" (Bruce, Brown) – 3:59
25. "SWLABR" (Bruce, Brown) – 2:32
26. "Steppin' Out" (Bracken) – 3:37

### Grabación y emisiones
Tracks 1-5 grabados el 8 de noviembre de 1966 en el BBC Playhouse Theatre de Londres.
Emitido en Saturday Club, BBC Light Programme el 11 de noviembre de 1966.
Track 6 grabado el 28 de noviembre de 1966 en Aeolian 2, Londres.
Emitido en Guitar Club, BBC Home Service el 30 de diciembre de 1966.
Tracks 7-10 grabados el 9 de diciembre de 1966 en Maida Vale 4, Londres.
Emitido en Rhythm & Blues, BBC World Service el 9 de enero de 1967.
Tracks 11-14 grabados el 10 de enero de 1967 en el BBC Playhouse Theatre, Londres.
Emitido en Saturday Club, BBC Light Programme el 14 de enero de 1967.
Tracks 15-18 grabados el 30 de mayo de 1967 en el BBC Playhouse Theatre, Londres.
Emitido en Saturday Club, BBC Light Programme el 3 de junio de 1967.
Tracks 19-23 grabados el 24 de octubre de 1967 en Aeolian 2, Londres.
Emitido en Top Gear, BBC Radio 1 el 29 de octubre de 1967.
Tracks 24-26 grabados el 9 de enero de 1968 en Aeolian 2, Londres.
Emitido en Top Gear, BBC Radio 1 el 14 de enero de 1968.

## Omisiones
Esta colección no incluye material de la primera sesión de Cream en la BBC, grabada el 21 de octubre de 1966 en Maida Vale 4, Londres y emitida en Band Beat, BBC World Service, el 21 de noviembre de 1966. Las canciones grabadas en esta sesión fueron "Spoonful", "Sleepy Time Time" y "Rollin' and Tumblin'".
Otras cancioness perdidas de esta colección son:
- "Sleepy Time Time" y "I'm So Glad" de la sesión Saturday Club grabada el 8 de noviembre de 1966 en el BBC Playhouse Theatre.
- "Sitting on the Top of the World" y "Steppin' Out" de la sesión Guitar Club grabada el 28 de noviembre de 1966 en Aeolian 2.
- "Traintime" y "Toad" de la sesión Saturday Club grabada el 10 de enero de 1967 en el BBC Playhouse Theatre.
- "Tales of Brave Ulysses" de la sesión Top Gear grabada el 24 de octubre de 1967 en Aeolian 2.
- "Blue Condition" y "We're Going Wrong" de la sesión Top Gear grabada el 9 de enero de 1968 en Aeolian 2.

## Personal
- Eric Clapton - guitarra, voz
- Jack Bruce - bajo, voz, armónica
- Ginger Baker - batería, percusión, voces